# Заттлер, Йоханн
Йоханн Заттлер (нем. Johann Sattler) — австрийский дипломат. С сентября 2019 года является специальным представителем и послом Европейского Союза в Боснии и Герцеговине. С 2016 по 2019 год был послом Австрийской Республики в Тиране, Албания.

## Биография

### Ранний период и образование
Йоханн Заттлер родился 12 января 1969 года в городе Линц в Австрии. Изучал политологию и славистику в университете Инсбрука. Проходил практику в Праге и Санкт-Петербурге. Владеет русским и другими славянскими языками. С 1994 по 1996 год окончил Дипломатическую академию в Вене. В 2008 году получил докторскую степень в Венском университете.

### Дипломатическая карьера
В 1996 году поступил на дипломатическую службу Австрийской Республики. С 1996 по 2008 год занимал различные должности в Министерстве иностранных дел Австрии. В том числе был заместитель руководителя канцелярии генерального секретаря Министерства иностранных дел, а также советником по политическим вопросам посольства Австрии в Вашингтоне и членом кабинета специального посланника Европейского Союза по Юго-Восточной Европе (Пакт стабильности) в Брюсселе.
С 2008 по 2013 год Йоханн Заттлер был управляющим директором и издателем медиагрупп WAZ и Axel Springer SE в России. Проживал в Москве.
В 2013 году он вернулся на дипломатическую службу и до 2016 года возглавлял департамент стран Западных Балкан МИД Австрии в Вене. В 2016 году отправлен послом в Албанию. В 2019 году получил назначение в Боснию и Герцеговину в качестве посла Европейского Союза. На этом посту сменил Ларса-Гуннара Вигемарка.